# Mack Ray Edwards
Mack Ray Edwards (Contea di Montgomery, 17 ottobre 1918 – San Quentin, 30 ottobre 1971) è stato un serial killer statunitense.
Ha ucciso almeno sei bambini nella contea di Los Angeles, in California, tra il 1953 e il 1970.

## Biografia
Mack Ray Edwards nacque in Arkansas. Si trasferì a Los Angeles nel 1941. Essendo un operatore di macchine movimento terra del Dipartimento dei Trasporti della California (Caltrans, California Department of Transportation), Edwards lavorava sulle autostrade. Proprio per questo il corpo di una delle sue vittime venne ritrovato sotto l'autostrada di Santa Ana, e Edwards dichiarò di essersi sbarazzato di un'altra delle sue vittime sotto l'autostrada di Ventura.
Edwards uccise tre bambini dal 1953 al 1956 e altri tre nel 1968 e nel 1969. Nel 1970 Edwards e un ragazzino suo complice rapirono tre ragazze dalla loro casa a Sylmar. Quando le ragazze fuggirono, Edwards si arrese alla polizia e confessò di aver molestato e ucciso sei bambini.
Dopo che tre corpi furono recuperati, Edwards si dichiarò colpevole di tre omicidi e fu condannato a morte.
Il 30 ottobre 1971, dopo due tentativi precedentemente falliti, Edwards riuscì a suicidarsi impiccandosi con un cavo televisivo nella sua cella nel carcere di San Quintino.

## Vittime

### Vittime conosciute
Edwards è stato condannato per aver ucciso tre bambini:
- Stella Darlene Nolan, 8 anni, di Compton, California, scomparsa il 20 giugno 1953;
- Gary Rochet, 16 anni, di Granada Hills, in California, ritrovato il 26 novembre 1968, ucciso da un colpo di pistola;
- Donald Allen Todd, 13 anni, di Pacoima, California, scomparso il 16 maggio 1969.

Edwards confessò altri tre omicidi. Poiché i loro corpi non furono recuperati, non venne accusato di questi omicidi:
- Donald Lee Baker, 15 anni, e Brenda Jo Howell, 12 anni, di Azusa, California, scomparsi insieme il 6 agosto 1956. Brenda Jo Howell era la sorella di sua moglie.
- Roger Dale Madison, 15 anni, di Sylmar, California, scomparso il 16 dicembre 1968.[5]

### Possibili vittime
Edwards potrebbe aver commesso altri omicidi, ma la sua versione della storia era incoerente; mentre era in prigione aveva affermato di aver ucciso 18 bambini, ma in un'intervista al Los Angeles Times aveva affermato di averne uccisi solo sei. L'intervallo di dodici anni tra la scomparsa di Baker e Howell e la sparatoria di Rochet ha portato gli investigatori a sospettare che Edwards potesse aver commesso crimini simili durante quel periodo.
A partire da marzo 2007, il dipartimento di polizia di Los Angeles cominciò ad indagare sulla possibilità del coinvolgimento di Edwards nella scomparsa di Thomas Eldon Bowman, 8 anni, di Redondo Beach, California, scomparso a Pasadena, California, il 23 marzo 1957. L'autore G. Weston DeWalt stava studiando la scomparsa di Bowman quando notò la somiglianza tra una foto di Edwards e uno schizzo del rapitore di Bowman. A DeWalt fu successivamente mostrata una lettera che Edwards aveva scritto a sua moglie in cui affermava di aver "lasciato fuori" Thomas Bowman dalla sua confessione alla polizia.
Edwards è anche considerato un sospettato nelle sparizioni di Bruce Kremen di Granada Hills e Karen Lynn Tompkins e Dorothy Gale Brown di Torrance, California. Kremen, 6 anni, scomparso da un campo YMCA nella foresta nazionale di Angeles il 12 luglio 1960. Tompkins, 11 anni, scomparso il 18 agosto 1961. Dorothy Gale Brown, 11 anni, scomparsa il 3 luglio 1962. Il suo corpo fu recuperato nell'oceano a Corona del Mar, Newport Beach; era stata molestata e annegata.
Il 15 giugno 2011, il dipartimento di polizia di Santa Barbara, California, annunciò l'intenzione di perquisire l'area vicino a un cavalcavia dell'autostrada Goleta che era in fase di ristrutturazione, alla ricerca dei resti di Ramona Price, una bambina di 7 anni scomparsa nell'agosto del 1961. A quel tempo la polizia non annunciò quali prove li portarono a credere che i resti di Price potessero essere sepolti lì, ma i rapporti di notizie locali suggerirono un possibile collegamento con Edwards. Il 16 giugno 2011, i media locali riferirono che quattro squadre dell'unità cinofila avevano controllato la stessa "area di interesse" sul sito, ma che non era stata presa alcuna decisione sull'intraprendere ulteriori scavi. I notiziari indicavano che i commenti fatti da Edwards su altre vittime, insieme al fatto che Edwards lavorava a Goleta al momento della scomparsa di Price, suggerì un collegamento.

### Riferimenti culturali
Nell'episodio finale del poliziesco televisivo The Shield trasmesso il 25 novembre 2008, il detective Dutch Wagenbach nomina Edwards mentre interroga un adolescente che crede sia un giovane serial killer, sottolineando che i serial killer senza un soprannome accattivante vengono facilmente dimenticati dalle persone.